# Picot alabarrat septentrional
El picot alabarrat septentrional (Colaptes melanochloros) és una espècie d'ocell de la família dels pícids (Picidae) que habita diversos medis boscosos de l'est i sud del Brasil, est del Paraguai, Uruguai.